# Българи в Чехия
Българите са етническа група в Чехия. Те са признати за национално малцинство. Според преброяването на населението през 2011 година те са 7435 души, или 0,07 % от населението на страната.

## История
В първите години на втората половина на 19 век в Прага има български студенти. През 1863 година в Прага е учредено тайното българо-чешко сдружение „Побратим“. През месец октомври 1880 година в Прага се основава дружеството на българските студенти „Българска седянка“.
Преди Втората световна война и по време на германската окупация на Чехия (от 15 март 1939 г.) българската колония в нейните земи и в Словакия се състои от значителни групи градинари, първите от които отиват там на гурбет след Балканска война (1912 – 1913) и след Първата световна война. Друга част се заселват през периода 1928 – 1929 година, когато и България е засегната от световната икономическа криза. По-голяма част от градинарите произхождат от Северна България – Великотърновско, Русенско, Габровско, Ловешко и др. Голяма част от българските градинари остават да работят в Словакия – главно в околностите на Братислава и на по-големите градове на страната. Другата част се отправя в две посоки – за Австрия и оттам за Германия, Полша, за Чехия и Моравия. В по-големите чехословашки градове като Прага, Бърно и Братислава те се организират в градинарски дружества, които имат характер на занаятчийски сдружения, чиято главна цел е да защитават техните професионални интереси.
През 1951 година българските градинарски сдружения в Чехословакия са ликвидирани и се вливат в културно-просветната организация „Г. Димитров“, която се създава в Чехословакия през 1948 година, с клонове във всички селища, където живеят по-голям брой българи.

## Преброявания на населението
Численост и дял на българите според преброяванията на населението през годините:
| Година на преброяване | Численост | Дял от населението (в %) |
| 2001                  | 4363      | 0.042                    |
| 2011                  | 7435      | 0.070                    |

## Организации
В сайта на ДАБЧ на България се посочва, че в Чехия има 13 действащи организации на българите –6 дружества, 2 печатни медии, 3 учебни заведения и 3 фолклорни състава.
|                                                                             | Вид              | Адрес                    | Седалище или местонахождение | Година на основаване | Година на закриване | Уебсайт или блог            |
| --------------------------------------------------------------------------- | ---------------- | ------------------------ | ---------------------------- | -------------------- | ------------------- | --------------------------- |
| Съюз на българите в Европа                                                  | дружество        | ul. Americká 28          | Прага                        |                      |                     |                             |
| Асоциация на българските сдружения в Чешката република                      | дружество        | ul. Americká 28          | Прага                        | 1948                 |                     | bgklub.cz                   |
| Заедно (гражданско сдружение на българите и приятелите на България в Чехия) | дружество        | Na Sádce 1745/9          | Прага                        | 2001                 |                     | zaedno.org                  |
| о.с. Българска православна общност в Чешката република                      | дружество        | Americká 744/28, Praha 2 | Прага                        | 2001                 |                     | bgpravoslavnicz.blogspot.bg |
| Възраждане (гражданско сдружение)                                           | дружество        |                          | Прага                        | 2001                 |                     | blgari.eu                   |
| Българи (списание)                                                          | печатна медия    | Vocelova 3               | Прага                        | 2002                 |                     | blgari.eu                   |
| Българското културно-просветно сдружение в Бърно                            | дружество        |                          | Бърно                        | 2002                 |                     |                             |
| Роден глас (списание)                                                       | печатна медия    | ul. „Americká“ 28        | Прага                        | 1972                 |                     |                             |
| Българско средно общообразователно училище „Д-р Петър Берон“                | учебно заведение | ul. Richtarska 1         | Прага                        | 1948                 |                     | bgschool.eu                 |
| Българско неделно училище към сдружение „Възраждане“                        | учебно заведение | Vocelova 602/3           | Прага                        | 2002                 |                     |                             |
| Българско неделно училище „Св. св. Кирил и Методий“ гр. Бърно               | учебно заведение |                          | Бърно                        | 2015                 |                     | bgschoolbrno.weebly.com     |
| Китка (танцов състав към Българско културно-просветно сдружение в Бърно)    | фолклорен състав |                          | Бърно                        | 2001                 |                     |                             |
| Пирин (танцов състав към Сдружение „Пирин“)                                 | фолклорен състав |                          | Бърно                        | 2001                 |                     | pirin.cz                    |